# Конрад VIII фон Ербах-Ербах
Конрад VIII фон Ербах-Ербах (на немски: Konrad VIII von Erbach-Erbach; * пр. 1417; † 5 юни 1464, манастир Шьонау, Хайделберг) е шенк на Ербах в Ербах в Оденвалд.

## Биография
Той е четвъртият син на шенк Еберхард X фон Ербах-Ербах († 23 април 1425) и съпругата му Елизабет фон Кронберг († 18 октромври 1411), дъщеря на Хартмуд VI фон Кронберг († 1372) и първата му съпруга Вилебирг фон Изенбург-Бюдинген († сл. 1352).
Конрад умира като монах на 5 юни 1464 г. в манастир Шьонау при Хайделберг и е погребан там.

## Фамилия
Конрад VIII фон Ербах-Ербах се жени за Анна фон Бикенбах (* пр. 1416; † 28 април 1451), дъщеря на Конрад VI фон Бикенбах, бургграф на Милтенберг († 1429) и втората му съпруга Юта фон Рункел († сл. 1418), дъщеря на Дитрих III фон Рункел († 1403) и Юта фон Сайн († сл. 1421). Те имат пет деца:
- Йохан (* пр. 1444, † 1480), домхер в Кьолн и Шпайер, монах в Св. Ламберт в Лиеж (1470), архидякон
- Филип II фон Ербах-Ербах (* ок. 1430, † 21 април 1477, Амберг), женен пр. 1462 г. за Маргарета фон Хоенлое-Вайкерсхайм († 19 февруари 1469)
- Юта († 22 февруари 1491), канонеса в Торн (1447), омъжена 1454 г. за Енгелхард фон Роденщайн (* пр. 1421, † 25 септември 1470)
- Елизабет († сл. 1476), омъжена за граф Вилхелм III фон Кирхберг († 22 март 1488)
- Анна († 15 юни 1501), монахиня в Торн и Гересхайм